# Barbie în tabăra de muzică
Barbie în tabăra de muzică (engleză Barbie in Rock 'N Royals) este un film de animație din 2015 produs de Mattel și regizat de Karen J. Lloyd.
Filmul a fost lansat în România de Ro Image 2000 pe 14 august 2015.